# Chambre des députés (Chili)
Pour les autres articles nationaux ou selon les autres juridictions, voir Chambre des députés.
LVIe législature
Édifice du Congrès national
La Chambres des députés, en forme longue depuis 2019, la Chambre des députées et députés du Chili (en espagnol : Cámara de Diputadas y Diputados de Chile) est la chambre basse du Congrès national du Chili, son parlement bicaméral.

## Prérogatives
Elle participe à l'élaboration des lois, avec le Sénat et le président de la République.
La Chambre des députés est la seule institution qui contrôle l'action du gouvernement et peut entamer des accusations politiques contre les ministres d'État ou le président de la République.
Le budget annuel et toute législation qui implique des coûts ou des impositions se discute et s'approuve d'abord à la Chambre des députés, avant d'aller au Sénat.

## Système électoral

### Actuel
La Chambre des députés compte 155 députés élus pour quatre ans au suffrage universel direct proportionnel plurinominal dans 28 circonscriptions de trois a huit députés, répartis après décompte des suffrages selon la méthode d'hondt, sans seuil électoral.

### Avant 2017
La Chambre des députés compte 120 députés élus au suffrage universel direct pour des mandats de quatre ans dans 60 circonscriptions électorales : il y a ainsi deux députés par circonscription. Les candidats doivent être âgés d'au moins 21 ans, jouir de leurs droits civiques, être titulaires d'un diplôme de l'enseignement secondaire, et avoir résidé au moins deux années entières dans leur circonscription au moment du scrutin.
Les élections au Congrès national sont ainsi régies par un système binominal original qui privilégie la recherche de consensus entre les principaux partis, ou coalitions : si la liste d'un parti recueille plus de 2/3 des suffrages valables, le parti a droit aux deux sièges de la circonscription; s'il en obtient moins des 2/3, il a droit à un siège et le parti qui arrive en deuxième position se voit attribuer le second. Chaque coalition peut présenter deux candidats pour les deux sièges de chaque circonscription, mais en pratique, les deux coalitions majoritaires d'une circonscription vont avoir tendance à se partager ces deux sièges, et il faut vraiment qu'un des partis soit sûr d'écraser son concurrent (c'est-à-dire par plus des 2/3 des votes exprimés) localement pour qu'il refuse cet arrangement.
Ce mode de scrutin est néanmoins accusé de servir à maintenir une minorité de contrôle par les forces conservatrices au cours de la démocratisation ayant suivi la période de dictature de Pinochet, le pouvoir ayant découpé les circonscriptions selon les résultats du référendum ayant conduit au départ de Pinochet. La loi électorale est ainsi modifiée en 2015 pour les élections parlementaires chiliennes de 2017

## Siège
La Chambre des députés siège depuis 1990 au Congrès national, à Valparaíso, à quelque 120 km à l'ouest de la capitale, Santiago, où il était précédemment établi.

## Féminisation
En 1951, Inés Enríquez Frödden devient la première femme députée de l'histoire du Chili. Adriana Muñoz D'Albora (en) est la première femme présidente de la Chambre, de 2002 à 2003.

## Composition
| Groupe | Groupe                       | Parti                                         | Parti                          | Sièges |
| ------ | ---------------------------- | --------------------------------------------- | ------------------------------ | ------ |
|        | Chile Vamos (ChV)            |                                               | Rénovation nationale (RN)      | 25     |
|        | Chile Vamos (ChV)            | Union démocrate indépendante (UDI)            | 23                             |        |
|        | Chile Vamos (ChV)            | Évolution politique (Evópoli)                 | 5                              |        |
|        | Approbation dignité (AD)     |                                               | Parti communiste (PCCh)        | 12     |
|        | Approbation dignité (AD)     | Convergence sociale (CS)                      | 10                             |        |
|        | Approbation dignité (AD)     | Révolution démocratique (RD)                  | 7                              |        |
|        | Approbation dignité (AD)     | Communs (Com.)                                | 6                              |        |
|        | Approbation dignité (AD)     | Fédération régionaliste verte sociale (FREVS) | 2                              |        |
|        | Socialisme démocratique (SD) |                                               | PS (PSC)                       | 13     |
|        | Socialisme démocratique (SD) | Parti pour la démocratie (PPD)                | 9                              |        |
|        | Socialisme démocratique (SD) | Parti radical (PR)                            | 4                              |        |
|        | Socialisme démocratique (SD) | Parti libéral (PL)                            | 4                              |        |
|        | Parti républicain (PLR)      |                                               | Parti républicain (PLR)        | 15     |
|        | Autres partis                |                                               | Parti démocrate-chrétien (PDC) | 8      |
|        | Autres partis                | Parti du peuple (PDG)                         | 7                              |        |
|        | Autres partis                | Indépendant (Ind.)                            | 5                              |        |
| Total  | Total                        | Total                                         | Total                          | 155    |